# Eyota (Minnesota)
Eyota es una ciudad ubicada en el condado de Olmsted en el estado estadounidense de Minnesota. En el Censo de 2010 tenía una población de 1977 habitantes y una densidad poblacional de 451,94 personas por km².

## Geografía
Eyota se encuentra ubicada en las coordenadas 43°59′18″N 92°13′56″O / 43.98833, -92.23222. Según la Oficina del Censo de los Estados Unidos, Eyota tiene una superficie total de 4.37 km², de la cual 4.37 km² corresponden a tierra firme y (0%) 0 km² es agua.

## Demografía
Según el censo de 2010, había 1977 personas residiendo en Eyota. La densidad de población era de 451,94 hab./km². De los 1977 habitantes, Eyota estaba compuesto por el 98.89% blancos, el 0.2% eran afroamericanos, el 0.1% eran amerindios, el 0.2% eran asiáticos, el 0% eran isleños del Pacífico, el 0.2% eran de otras razas y el 0.4% pertenecían a dos o más razas. Del total de la población el 0.66% eran hispanos o latinos de cualquier raza.